# John Muafangejo
John Muafangejo, né le 5 octobre 1943 à Etunda lo Nghadi au sud de l'Angola et mort le 27 novembre 1987 à Katutura, un quartier de Windhoek, la capitale de la Namibie, est un linograveur namibien. C'est l'artiste contemporain le plus renommé de son pays.

## Biographie
John Ndevasia Muafangejo est né en 1943 dans le village Etunda lo Nghadi, en pays kwanyama, au sud de l'Angola. Les Ukwanyama constituent un sous-groupe des Ovambos et parlent le kuanyama, un dialecte de l'oshivambo. L'enfant est élevé dans une ferme traditionnelle au sein d'une très grande famille : son père a huit épouses.
Lorsque celui-ci meurt en 1955, la mère se convertit au christianisme et, en 1956, elle s'installe en Namibie, de l'autre côté de la frontière, à Epinga (en) où se trouve une mission anglicane. Un an plus tard, John, alors âgé de 12 ans, rejoint sa mère et fréquente plusieurs écoles missionnaires anglicanes, d'abord celle d'Onamunhama (en), puis l'école St Mary d'Odibo (en), où l'évêque Mallory découvre ses dispositions artistiques et le recommande à Peder Gowenius, directeur du Rorke's Drift Art and Craft Centre (en). En ces temps d'apartheid, c'est l'une des rares possibilités de formation ouvertes à un artiste noir. Il y est admis en 1968, mais, après 18 mois d'études, il est victime d'une dépression et est hospitalisé. On lui diagnostique des troubles bipolaires, mais il se rétablit et achève son cursus de deux ans. Selon le témoignage de ses amis, il reste sous traitement médicamenteux jusqu'à la fin de ses jours.
En 1970, à la fin de ses études, il part enseigner dans son ancienne école à la mission St Mary pendant quatre ans — une grande source de fierté pour lui-même, sa mère et ses proches. En 1974, il bénéficie d'une résidence artistique à Rorke's Drift.
En 1975, il tient sa première exposition personnelle au African Art Centre de Durban (Afrique du Sud). En 1977, il s'installe à Windhoek, où il dispose de son propre atelier au centre communautaire Eros de l'Église anglicane. Ses œuvres se vendent et s'exposent dès lors dans le monde entier. En 1986, il fait l'acquisition d'un terrain à Katutura et s'y fait construire une petite maison, mais le 27 novembre 1987, il succombe brutalement à une crise cardiaque, quelques semaines après son 44e anniversaire. 
En 1994, le John Muafangejo Art Centre est fondé à sa mémoire. En 1997, soit dix ans après sa mort, les Postes namibiennes émettent un timbre à son effigie.

## Œuvre
John Muafangejo a maîtrisé plusieurs techniques de l'estampe (linogravure, xylogravure) et développé un style personnel combinant texte et image. Ces commentaires lui permettent de faire partager au spectateur ses observations de la vie religieuse, politique, sociale et traditionnelle.